# Jean-Philippe Gignious de Bernède
Jean Philippe Gignious de Bernède, né le 13 juillet 1760 à Sainte-Croix (Lot), mort guillotiné le 28 janvier 1794 à Perpignan (Pyrénées-Orientales), est un général de brigade de la Révolution française.

## États de service
Après des études au collège royal de Maubeuge, il est diplômé du l’école du génie de Mézières en 1780.
En 1792, il est capitaine du génie à Perpignan, et il est nommé adjudant-général chef de brigade le 20 juin 1793.
Il est promu général de brigade le 9 octobre 1793, à l’armée des Pyrénées orientales, et il est arrêté le 27 décembre 1793, comme suspect.
Condamné à mort il est guillotiné le 28 janvier 1794, à Perpignan.

## Sources
- (en) « Generals Who Served in the French Army during the Period 1789 - 1814: Eberle to Exelmans »
- Léon Hennet, Etat militaire de France pour l’année 1793, Siège de la société, Paris, 1903, p. 314.
- Georges Six, Dictionnaire biographique des généraux & amiraux français de la Révolution et de l'Empire (1792-1814) Paris : Librairie G. Saffroy, 1934, 2 vol.
- Côte S.H.A.T.: 20 YD 12